# Sant'Ivo alla Sapienza

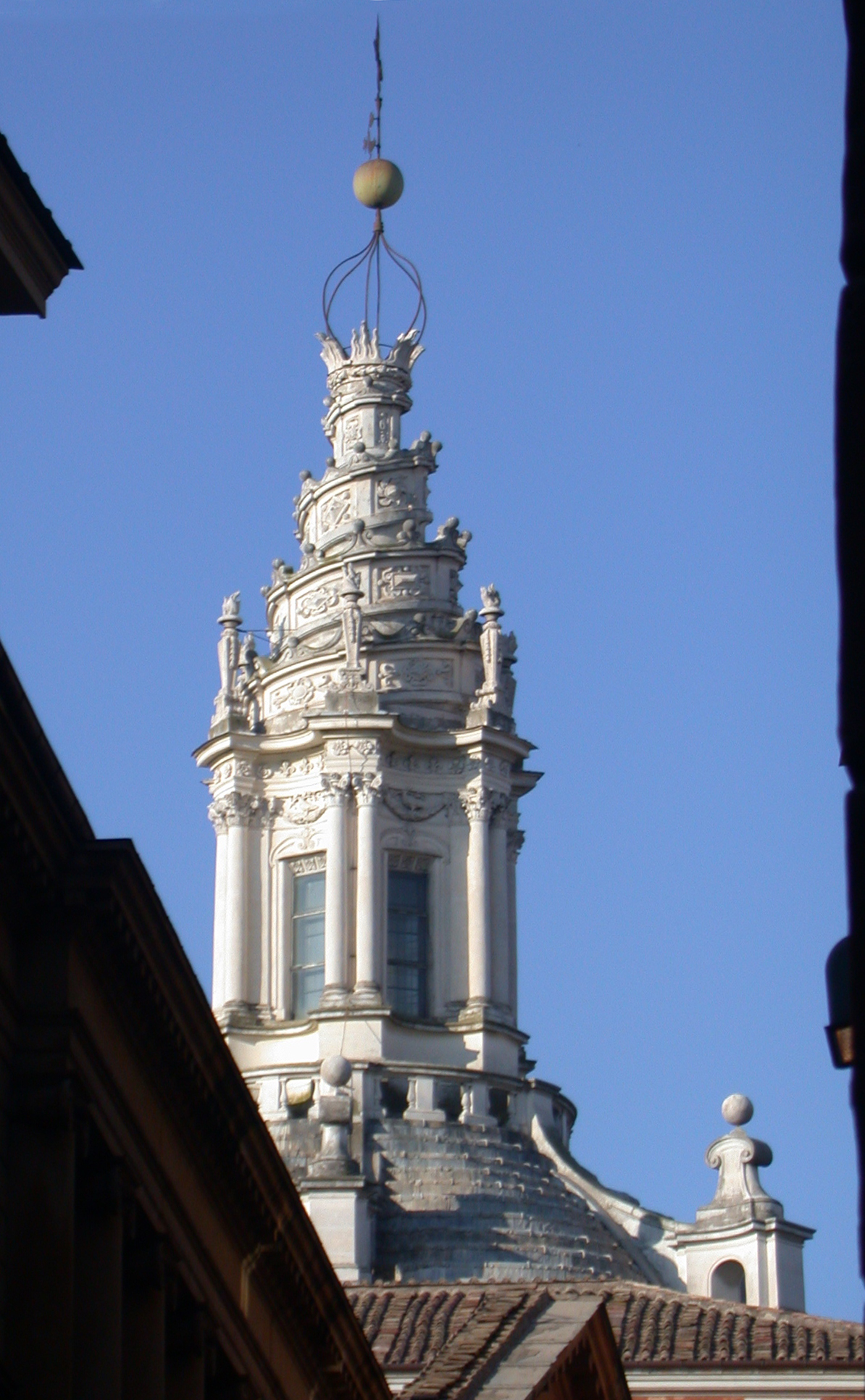
Lucerna na kupoli

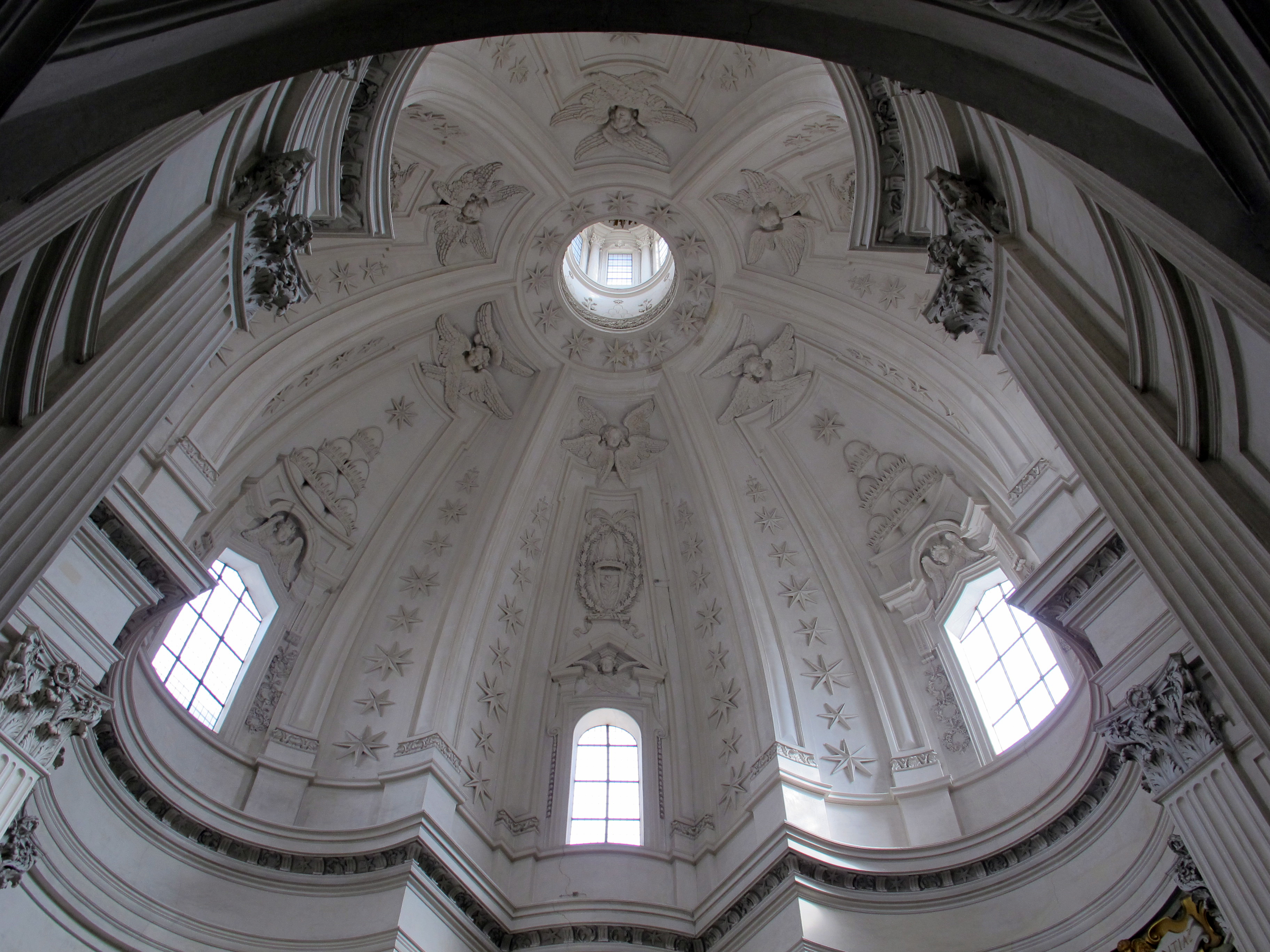
Kupole zevnitř

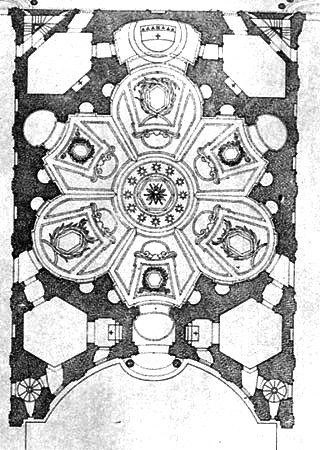
Plán F. Borrominiho

Sant'Ivo alla Sapienza je římský kostel, považovaný za mistrovské dílo vrcholně barokní architektury. Byl postaven mezi léty 1642 a 1660 Francescem Borrominim jako kostel univerzity La Sapienza. Stojí v jejím dvoře na Corso del Rinascimento, blízko jižního konce Piazza Navona.

## Historie
Kostel vznikl ve 14. století jako kaple paláce římské univerzity a byl zasvěcen svatému Ivo ze Chartres, patronu právníků. Když byl Borromini pověřen stavbou nového kostela na tomto místě, musel se přizpůsobit již stojícím budovám po obou stranách a měl k dispozici poměrně omezený, zhruba čtvercový prostor.

## Popis
Do kostela se vstupuje přes obdélné nádvoří univerzity a jeho konkávní průčelí nádvoří uzavírá. Je to centrální stavba s kupolí, do níž tvar kostela vybíhá, a s vysokou lucernou neobvyklého šroubovicového tvaru. Plán kostela je přísně geometrický: rovnostranný trojúhelník s velkými polokruhovými výklenky uprostřed všech stran, takže vzniká tvar šesticípé hvězdy. V Borrominiho době se chápala jako Šalomounova hvězda a symbol moudrosti. Vrcholy trojúhelníka jsou "vykousnuty" kruhy stejného poloměru a mezi cípy hvězdy jsou další prostory. Vnitřní prostor je tak neobyčejně bohatý, s mohutnou kupolí a okny v ní. Hlavním uměleckým dílem interiéru kostela je oltář s obrazem svatého Iva od Pietra da Cortony.